# Chalenata bilinea
Chalenata bilinea är en fjärilsart som beskrevs av William Schaus 1904. Chalenata bilinea ingår i släktet Chalenata och familjen nattflyn. Inga underarter finns listade i Catalogue of Life.